# Ziekte van Oudtshoorn
De huidziekte van Oudtshoorn of erythrokeratolysis hiemalis is een zeldzame erfelijke aandoening die in de winter huidschilfering aan handpalmen en voetzolen en erythemen veroorzaakt. De aanleiding hiervoor is een genafwijking op chromosoom 8 van het menselijk genoom.
De ziekte was voorheen alleen in Zuid-Afrika bekend, waarvandaan de aandoening haar naam Oudtshoorn dankt. Er was ooit één blanke, onbekende, 'oprichter'. Een vermoeden van een Duitse oorsprong bleek ongegrond, daar Duitsers een andere mutatie blijken te bezitten.